# Christian Jacob (musicien)
Pour les articles homonymes, voir Christian Jacob (homonymie) et Jacob (homonymie).
Christian Jacob est un pianiste de jazz français. Il est notamment l'auteur, avec Tierney Sutton, de la musique du film de Clint Eastwood, Sully.

## Biographie
Christian Jacob naît à Metz, en Lorraine, le 8 mai 1958. Il est initié à la musique dès l'âge de 4 ans. Inscrit dès 1964 au conservatoire de musique de Metz, on lui découvre un talent naturel et l'oreille absolue. À côté de sa formation classique, il découvre le jazz, vers 10 ans, appréciant l'improvisation qui en découle. À partir de 1972, il suit l'enseignement de Pierre Sancan au Conservatoire national supérieur de musique et de danse de Paris, où il obtient un 1er Prix à l’âge de 20 ans,.
En 1983, il est admis au Berklee Collège of Music à Boston. Pendant ses études à Boston, le magazine américain Down Beat le nomme Top Collegiate Jazz Soloist et il remporte le concours  6th Annual Great American Jazz Piano Competition  à Jacksonville, en Floride. Il est également invité à accompagner, lors de croisières internationales, des légendes du jazz tel que Clark Terry, Dizzy Gillespie ou Gary Burton. Son parcours, brillant, lui permet de rejoindre le corps enseignant du collège Berklee, en 1986.
Peu après, Christian intègre le célèbre big-band de Maynard Ferguson, avec lequel il parcourt le monde, arrange et enregistre. Maynard lui offrira l’opportunité d’enregistrer ses deux premiers CD en trio sous son nom : Maynard Ferguson Presents Christian Jacob, accompagné par John Patitucci et Peter Erskine, et Time Lines, avec Steve Swallow et Adam Nussbaum.
De plus en plus sollicité, Christian joue, arrange et enregistre avec des nombreuses légendes du Jazz : Flora Purim et Airto Moreira, Phil Woods, Bill Holman , Randy Brecker et Michael Brecker.
Dans les années 1990, Christian Jacob s'associe avec la chanteuse Tierney Sutton, le batteur Ray Brinker, et le bassiste Trey Henry, pour enregistrer un premier CD, Introducing Tierney Sutton. Le groupe est remarqué pour l’originalité de ses arrangements, ainsi que pour la complicité et l’enthousiasme de ses prestations publiques. Le groupe signe alors un contrat avec la maison de disque  Telarc et enregistre cinq CDs : Unsung Heroes, Blue in Green, Something Cool, Dancing in the Dark et I’m With the Band. Le 9 septembre 2016, le groupe sort son dernier enregistrement, un hommage à la musique de Sting, intitulé Les Variations de Sting.
Christian Jacob compose par ailleurs la musique de plusieurs épisodes de la série série d'animation chinoise Zentrix. Il poursuit en parallèle sa carrière en trio, au côté de ses inséparables "side-men", Trey à la basse et Ray à la batterie. Il sort en 2004 son troisième CD en trio,  Styne & Mine , en hommage à la musique de Jule Styne chez WilderJazz. Cet album sera troisième dans les classements de Radio jazz.
Ce succès motive Christian pour enregistrer Contradictions, avec le même trio. Cet album rend hommage au pianiste français Michel Petrucciani et propose une nouvelle vision de ses compositions. Live in Japan propose une sélection de chansons japonaises et des compositions originales du pianiste.
En 2011, Jacob devient directeur musical de la chanteuse Betty Buckley, de Broadway. Il découvre l'univers de Broadway, qui lui réserve une semaine de spectacles à guichets fermés au Feinstein's at Loews Regency de New York. Il est heureux de retrouver alors une facette de la musique classique. Fin  2011, ils enregistrent ensemble le spectacle dans un studio d'enregistrement.  Ah, the boys! The men of Broadway ! est publié en août 2012 , par Palmetto Records.
En 2013, Christian Jacob décide de se consacrer à un projet qu'il avait l'intention de faire depuis plusieurs années : un enregistrement de piano solo.  Beautiful Jazz  naît d'un concert privé, enregistré sur un Steinway dans la salle de concert Herbert Zipper  de Los Angeles.
En 2016, Christian Jacob réalise, avec Tierney Sutton, la musique du film de Clint Eastwood, Sully.

## Discographie
- 2018 : bande originale du film Le 15h17 pour Paris, composée avec Thomas Newman
- 2016 : bande originale du film Sully, composée avec Clint Eastwood et The Tierney Sutton Band
- 2016 : The Tierney Sutton Band  - The Sting Variations — pianiste, arrangeur, coleader
- 2015 : Brian Eisenberg - Sense of Gratitude — pianiste
- 2014 : Christian Jacob - Beautiful Jazz: A private concert — pianiste, arrangeur, compositeur, leader
- 2014 : Carl Saunders - America — pianiste
- 2014 : Freda Payne - Come Back to Me Love — pianiste
- 2014 : The Gary Urwin Jazz Orchestra - A Beautiful Friendship — pianiste
- 2014 : The Swiss Youth Jazz Orchestra - Future Steps — pianiste, arrangeur
- 2014 : Sam Most - New Jazz Standards — pianiste
- 2013 : Kuni Murai - Arsene Lupin — pianiste, Arranger
- 2012 : Betty Buckley - Ah Men! The Boys of Broadway — pianiste, arrangeur
- 2012 : Scottish National Jazz Orchestra - Celebration — arrangeur
- 2011 : The Tierney Sutton Band - American Road — coleader, pianiste, arrangeur
- 2011 : Phil Norman - Encore — pianiste, arrangeur
- 2009 : The Tierney Sutton Band - Desire — coleader, pianiste, arrangeur
- 2008 : The Christian Jacob Trio - Live in Japan — pianiste, arrangeur, producteur
- 2008 : Vic Lewis - Celebration of Contemporary West Coast Jazz — pianiste, arrangeur
- 2007 : Wayne Bergeron - Plays Well With Others — pianiste
- 2007 : The Tierney Sutton Band - On The Other Side — coleader, pianiste, arrangeur
- 2007 : Maynard Ferguson - One and Only — pianiste, compositeur, arrangeur, membre du groupe
- 2007 : The Carl Saunders Exploration - The Lost Bill Holman Charts — pianiste
- 2006 : The Christian Jacob Trio - Contradictions — pianiste, arrangeur, producteur
- 2006 : The Bill Holman Band - Hommage — pianiste
- 2005 : The Bill Holman Band - Live — pianiste
- 2005 : Flora Purim - Flora's Song — pianiste, arrangeur
- 2005 : Carl Saunders - Can You Dig Being Dug — pianiste
- 2005 : Gene Burkert - The Jazz Palette — pianiste, claviers
- 2005 : Phil Woods - Groovin' to Marty Paich — pianiste, réalisateur musical
- 2005 : Terje Gewelt & Christian Jacob - Hope — pianiste, compositeur, arrangeur
- 2005 : The Tierney Sutton Band - I'm With The Band — coleader, pianiste, arrangeur
- 2004 : The Christian Jacob Trio - Styne and Mine — pianiste, compositeur, arrangeur, producteur
- 2004 : The Tierney Sutton Band - Dancing In the Dark — coleader, pianiste, arrangeur, orchestration, chef d'orchestre
- 2003 : Flora Purim - Speak No Evil — pianiste
- 2003 : Gary Meek - Step 7 — pianiste
- 2003 : Terje Gewelt & Christian Jacob - Interplay — pianiste, compositeur, arrangeur
- 2002 : Carl Saunder - Be Bop Big Band — pianiste
- 2002 : Terje Gewelt & Christian Jacob - Duality — pianiste, compositeur, arrangeur
- 2002 : Alan Kaplan - Lonely Town — pianiste
- 2001 : The Tierney Sutton Band - Blue In Green — coleader, pianiste, arrangeur
- 2001 : West Coast All-Stars - With Love To Gerry — pianiste
- 2001 : Flora Purim - Perpetual Emotion — pianiste, arrangeur
- 2000 : Tierney Sutton - Unsung Heroes — coleader, pianiste, arrangeur
- 1999 : Christian Jacob & Fritz Renold - The Six Cycles — pianiste, compositeur, arrangeur, orchestration
- 1999 : Christian Jacob - Time Lines — pianiste, Composer, arrangeur, producteur
- 1999 : Christian Jacob & Fritz Renold - Jazz Meets Classical — pianiste, compositeur, Arranger, orchestration
- 1998 : Vic Lewis - West Coast All Stars — pianiste
- 1998 : Miki Coltrane - I Think of You — pianiste
- 1997 : The Tierney Sutton Band - Introducing Tierney Sutton — pianiste, arrangeur
- 1997 : Tom Garling - Maynard Ferguson Presents Tom Garling — pianiste, arrangeur
- 1997 : Fritz Renold - StarLight — pianiste, compositeur, arrangeur
- 1997 : Christian Jacob - Maynard Ferguson Presents Christian Jacob — pianiste, compositeur, arrangeur
- 1997 : Gene Burkert - The System — pianiste
- 1995 : Vic Lewis Presents West Coast Jazz — pianiste
- 1994 : Maynard Ferguson - Live From London — pianiste, claviers, arrangeur
- 1993 : Anita O'Day & The Jack Sheldon Orchestra - Rules Of The Road — pianiste
- 1993 : Fritz Renold Quartet Plus 2 - Shanti & Sri — pianiste, Composer, arrangeur
- 1992 : Maynard Ferguson - Footpath Cafe — compositeur, arrangeur
- 1992 : Christian Jacob & Fritz Renold - Bostonian Friends — pianiste, compositeur, arrangeur
- 1990 : Christian Ledelezir (avec Dave Liebman) - Exaton — pianiste
- 1988 : Fabio Morgera/George Garzone - Take One — pianiste
- 1988 : Vaughn Hawthorne - The Path — pianiste